# Nybøl Nor
Nybøl Nor (tysk: Nübelnoor) er et nor og en nordlig sidearm af Flensborg Fjord. Noret har et areal på 6,5 km² og er op til otte meter dybt, beliggende mellem Broager Land og Sundeved og nord for den den tyske halvø Holnæs. Noret er via det smalle Egernsund forbundet med Flensborg Fjord. Omkring noret ligger Egernsund, Gråsten, Adsbøl og Nybøl. Skibe må for at komme ind i noret sejle gennem sundet Egernsund og passere Egernsundbroen. Nybøl Nor er et nationalt geologisk interesseområde og er med resten af Flensborg Fjord et internationalt naturbeskyttelsesområde. Den Geologiske Samling er i dag tilgængelig på Cathrinesminde Teglværk.
Seks store teglværker omkring noret er stadig i drift og en stor del af Danmarks teglproduktion kommer fra området omkring Nybøl Nor.
Den 6,5 km lange Nybøl Nor sti begynder ved Smølled syd for Nybøl og går forbi teglværkerne, gennem Skodsbøl Skov til Egernsund.

## Historie
Landskabet blev dannet af Lillebæltgletsjeren, og Nybøl Nor opstod, fordi en stor dødisklump forhindrede afsætningen af sand og ler under isens afsmeltning. Da isklumpen smeltede, fremkom den lavning, som nu fyldes af noret. Rundt om noret findes der aflejringer af stenfrit ler, såkaldt issø-ler, som har givet grundlag for teglproduktion gennem flere hundrede år. Noret har direkte, sejlbar forbindelse til den øvrige del af Flensborg Fjord. Tilbage i 1700-tallet lå teglværkerne side om side. Med omkring 50 teglværker var koncentrationen dengang Nordeuropas største.
Den 17. maj 1791 gav Kong Christian 7. husmand Peter Andresen tilladelse til at drive teglværk ved Nybøl Nor. Han var dermed den første teglbrænder i familien Petersen.
Den 2. juni 1843 fik Frederik Christensen af hertug Christian August 2. af Slesvig-Holsten-Sønderborg-Augustenborg koncession til at drive teglværk. Det har været i familiens eje siden. Ejerne har på skift heddet Frederik eller Andreas. Teglværket var oprindeligt et gårdteglværk, og navnet Vesterled var i første omgang knyttet til gården, der har heddet sådan, så langt man kan komme tilbage i tiden. Gården hører stadig til teglværket.
Under den 2. Slesvigske Krig i 1864 fik preusserne bragt forsyninger til Smølled, ved den østlige del af noret, via skibe fra Flensborg. Den nu fjernede Smølled Kro fungerede som hovedkvarter for ingeniørafdelingen. I nærheden af kroen opførte preusserne en kopi af en dansk skanse. Her øvede soldaterne før stormen på Dybbøl Banke.

## Galleri
- Nybøl Nor set fra Broager Land
- Teglværk på sydsiden af Nybøl Nor
- Teglværk på nordsiden af Nybøl Nor
- Kysten set fra molen ved Vandmøllevej 4
- Nybøl Nor Stien ved Vandmøllevej 4